# Berengário II

Brasão de Armas da Marca de Ivrea - Dinastia de Anscáridas - Adalberto da Itália ou Adalberto II de Ivrea, atualmente parte do brasão da cidade de Milão

Berengário II de Itália ou Berengário de Ivrea (ca. 900 — Bamberga, 6 de julho de 966) foi marquês de Ivrea, entre 928 e 950 e rei da Itália, de 950 a 961.

## Biografia
Era filho de Adalberto I de Ivrea e de Gisela do Friul (876 - 23 de janeiro de 913). Recebeu seu nome em homenagem ao célebre avô materno, o rei Berengário I da Itália, que ele ajudou o pai a derrotar na Batalha de Firenzuola, em 923. Pouco tempo depois, ele sucedeu ao pai como marquês de Ivrea.
Em 940 foi forçado a fugir de Ivrea pelo rei Hugo da Itália, que aboliu a Marca de Ivrea. Ele encontrou refúgio na corte de Hermano, Duque da Suábia, e depois se estabeleceu na corte do rei Otão I da Germânia. Retornando à Itália, em 945, incitou uma revolta nobiliária contra o rei o derrotou. Através de uma dieta em Milão, Hugo foi deposto, embora lhe tenha sido permitido manter o título de rei. Todavia, Berengário tornou-se o governante efetivo da Itália, com o título de sumus consiliarius.
Hugo retirou-se para a Provença, mas continuou com o título de rei da Itália até sua morte, em 947. Foi sucedido por seu filho, Lotário II, que morreu três anos depois, possivelmente envenenado por Berengário.
Ele então tentou legitimar seu governo na Lombardia forçando a viúva de Lotário, Adelaide da Borgonha, a respectiva filha, nora e viúva dos três últimos reis da Itália, a casar com seu filho Adalberto da Itália. Ela, por sua vez, apelou para Otão I. Berengário então aproveitou a oportunidade e se declarou rei da Itália com seu filho como rei associado. Os rogos de Adelaide por intervenção resultou na invasão da Itália por Otão I, em 951. Ele próprio casou com Adelaide e obrigou Berengário e Adalberto a lhe prestarem homenagem por seu reino.
Tendo se submetido a Otão, Berengário se propôs como vice-rei na Itália, o que foi aceito por um conselho em Augsburgo, em agosto de 952.Todavia, Berengário reafirmou sua independência. Otão mandou seu filho Ludolfo para reimpor a ordem, mas este morreu lá de febre, em 957. Otão finalmente invadiu a Itália, em 961, em resposta aos pedidos por sua intervenção pelo papa João XII e Humberto de Espoleto, um dos principais vassalos de Berengário. Este foi forçado a se retirar para a fortaleza de São Júlio, próxima a Montefeltro, em 962.
Berengário foi enfim capturado em 963, e foi levado como prisioneiro para Bamberg, na Baviera, onde faleceu pouco depois.

## Relações familiares
Foi filho de Adalberto I de Ivrea (c. 870-923/924), e de Gisela do Friul (876 - 23 de janeiro de 913), filha de Berengário I da Itália (Cividale del Friuli, 845 — Verona, 7 de abril de 924) e de Berta de Spoleto.
Por volta de 930, Berengário casou com Vila III de Arles (912-970), também conhecida como Vila da Toscana, filha de Bosão de Arles e Avinhão  (885 - 936), Conde de Avinhão e Marquês da Toscana, e de Guilda da Borgonha, e com ela teve sete filhos conhecidos:
1. Adalberto da Itália[2][3] (c. 935-971), rei associado da Itália junto com seu pai e casado com Gerberga de Chalon (947 - 980), filha de Lamberto de Chalon (930 - 22 de fevereiro de 978) e de Adelaide de Vermandois (925 - 980).
2. Guido de Ivrea (c. 940-965), marquês de Ivrea entre 957-962.
3. Conrado de Ivrea (antes de 998/1001), sucessor do irmão como marquês de Ivrea.
4. Gisla de Ivrea, freira em 965.
5. Gilberga (945-?), segunda esposa de Aleramo de Monferrato, conde de Montferrato.
6. Rosália de Ivrea (c. 955-7 de fevereiro de 1003), esposa de Arnulfo II da Flandres[6] (c. 960 ou 961 - Ghent, 30 de março de 987), Conde de Flandres, e depois com o rei Roberto II da França[7]
7. Berta de Ivrea, abadessa de São Sisto em Placência, em 952